# Lycus
Lycus
es el género tipo de escarabajos de alas de red perteneciente a la familia Lycidae y la tribu Lycini. Se encuentran distribuidos en África y América. La mayoría son de color más o menos rojo, esto es una señal para otros insectos y predadores de que son desagradables y venenosos, una adaptación conocida como aposematismo. Una amplia variedad de insectos, tanto venenosos como inofensivos, imitan a los escarabjos de alas rojas.
De las más de 40 especies que se distribuyen en las Américas, once de ellas se ubican al norte de México. No se encuentran lícidos en el área seca entre el Himalaya oriental, Hindú Kush y los Montes Elburz. Las regiones Paleártica y Afrotropical no comparten ningún género a una distancia considerable.

## Descripción
Este género se puede reconocer por el hecho de que las coberteras están muy expandidas, casi circulares. Estos escarabajos de tamaño mediano suelen ser de color rojizo y las coberteras suelen ser de color negro. La cabeza se extiende hacia un hocico estrecho. Las antenas son negras y más o menos dentadas. Es un escarabajo sin bioluminiscencia y con poca differencia morfológica entre los dos sexos.
La cabeza está sostenida sobre una tribuna deflexionada, una estructura beneficiosa debido a que los insectos generalmente se encuentran en las flores, particularmente las umbelíferas. También habitan en los troncos de los árboles en descomposición. En algunas de las especies, los élitros están dilatados a los lados hasta casi formar un círculo.

## Hábitos
Los escarabajos adultos son diurnos y a menudo se encuentran en las flores, donde comen néctar y polen. Otras especies probablemente no ingieran alimentos cuando adultos. Las larvas se pueden encontrar debajo de la corteza, en el suelo o entre la hojarasca. Las piezas bucales sugieren que se nutren de alimentos líquidos, pero se desconoce qué comen realmente, se ha sugerido material vegetal en descomposición y hongos limosos.

## Lista de especies
Especies:
| - Lycus ampliatus (Fåhraeus, 1851) - Lycus arizonensis Green, 1949 - Lycus dentipes Dalmann, 1817 - Lycus fernandezi Dugés, 1878 - Lycus foliaceus Dalman, 1817 - Lycus fulvellus LeConte, 1881 - Lycus icarus Bourgeois, 1889 | - Lycus lecontei Green, 1949 - Lycus loripes Chevrolat, 1835 - Lycus minutus Green, 1949 - Lycus palliatus (Fabricius, 1775) - Lycus rostratellus Bourgeois - Lycus rostratus (Linnaeus, 1767) - Lycus rubescens Schaeffer, 1908 | - Lycus sagittatus Green, 1949 - Lycus sanguineus Gorham, 1884 - Lycus sanguinipennis Say, 1823 - Lycus simulans Schaeffer, 1911 - Lycus subtrabeatus - Lycus trabeatus Guérin-Méneville, 1835 - Lycus vittatus Gahan, 1909 |